# Evangelho de Miroslau
Evangelho de Miroslau (em sérvio:  Мирослављево Јеванђеље, transl. Miroslavljevo Jevanđelje, pronounciado [mǐrɔslaʋʎɛʋɔ jɛʋǎndʑɛːʎɛ]) é um codex, evangelho e manuscrito iluminado sérvio de 362 páginas em pergaminho com decorações muito ricas. É um dos mais antigos documentos sobreviventes escritos na recensão sérvia do eslavônico eclesiastico. O evangelho é documentado como uma obra-prima de ilustração e caligrafia. É um dos mais importantes criações e monumentos do cirílico sérvio, ou seja, da alfabetização sérvia de 1186. A obra é composto por Evangelho, um livro litúrgico no qual os textos são organizados de acordo com as leituras durante o ano eclesiástico. Foi escrito para Miroslau Zavidović, irmão do soberano Estêvão Nemânia, o príncipe humski para as necessidades de sua investidura na igreja dos Santos Apóstolos Pedro e Paulo e nas igrejas de Bijelo Polje em Lim, em torno do qual Bijelo Polje mais tarde se formou, data do final do século XII, muito provavelmente da penúltima década (1180-1191). A inscrição do fundador de Miroslau na doação também atesta o desenvolvimento da alfabetização. O príncipe Miroslau de Hum era casado com a irmã do estado sérvio da bósnia Ban Kulin.
Por tipo, é um evangelho de leitura plena- aprakos, o que significa que há leituras para todos os dias, na Páscoa, no Pentecostes, no novo verão, bem como feriados e leituras ocasionais. O aprakos completo de Miroslau é difere de outros aprakos completos eslavos do sul e eslavos orientais (russo antigo), o que o torna único, ou seja, original em relação ao tipo mais difundido de aprakos completos Mstislavl-Vucanove. O texto é classificado na edição eslava mais antiga, que é distinta exatidão, fidelidade ao original, clareza, que também inclui Maria, Evangelho de Asseman, Evangelho de Ostromir, Livro de Sava, etc. O texto é escrito em pergaminho branco, fino, em duas colunas, nas letras do alfabeto cirílico constitucional e é decorado com cerca de trezentas miniaturas estilizadas e iniciais em cor e ouro. Acredita-se que ela foi transferida para a Montanha Sagrada, junto com o  Evangelho de Vukan, na época da fundação do mosteiro de Hilandar (por volta de 1198), onde foi localizado no meio (Vucanovo), ou seja, no final do século XIX (Miroslavljevo). Miroslavljev (1180-1191) e Vucanove (1196-1202) evangelistar são os livros mais antigos preservados da literatura sérvia, enquanto o evangelista de Maria do século XI, escrito em Glagolítico, também é da literatura sérvia em Štokaviano.
O manuscrito do Evangelho de Miroslau está em Belgrado , no Museu Nacional , exceto por uma folha que é mantida na Biblioteca Nacional da Rússia em São Petersburgo. O manuscrito sofreu grandes danos devido a eventos de guerra e crise no século XX e em relação ao período monástico passado, enquanto o papel de São Petersburgo é hoje considerado o fragmento mais bem preservado de todo o Evangelho. Acredita-se que o maior dano ao manuscrito ocorreu em tempos de paz em 1966 durante sua apresentação pública pouco profissional em uma caixa de vidro sob uma lâmpada forte. O estado do manuscrito durante a década de 1970 era particularmente alarmante, pois sua proclamação como bem cultural de grande importância em 1979 teria tido um efeito decisivo na formação de um fundo especial para a restauração dois anos depois. e conservação do evangelho.
Desde junho de 2005 , o evangelho de Miroslau foi incluído na lista da UNESCO na Memória do mundo , que atualmente é apenas 120 documentos de significado excepcional e universal - entrada nesta lista é uma confirmação da importância excepcional e valor do Evangelho de Miroslau, e ao mesmo tempo a obrigação de preservá-lo para o benefício da humanidade.
Desde 2009 . o Evangelho de Miroslau foi incluído na Biblioteca Digital Mundial da UNESCO. Título do Código (manuscrito) foi dada por Stojan Novakovic , ex-gerente da Biblioteca Nacional em Belgrado.
Desde quando foi transferido do mosteiro de Hilandar para Belgrado em 1896, o Evangelho de Miroslau, assim como aSérvia e o povo sérvio sobreviveu a todos os turbulentos eventos históricos do século XX, no real sentido da palavra.

## Conteúdo do código
O nome "Evangelho de Miroslau" tem origem no final do século XIX, quando este nome foi dado a este manuscrito por Stojan Novaković, o então gerente da Biblioteca Nacional em Belgrado Na verdade é uma tradução do grego  evangelista  da Igrejas de Santa Sofia em Constantinopla Transcrito de um Evangelho originário em Glagolítico sérvio
O Evangelho de Miroslau mostra um sistema desenvolvido de decoração de livros, baseado nas tradições ocidentais e bizantinas. O estilo das miniaturas é basicamente românico e também contém influências bizantinas. Representa as iniciais características da miniatura românica, muitas vezes originárias da arte insular (insular) e pré-carolíngia, bem como iniciais mais simples de origem bizantina. Esta obra é de fato um dos testemunhos mais importantes das influências artísticas do Ocidente e do Oriente e vice-versa.

## Leiaute do código

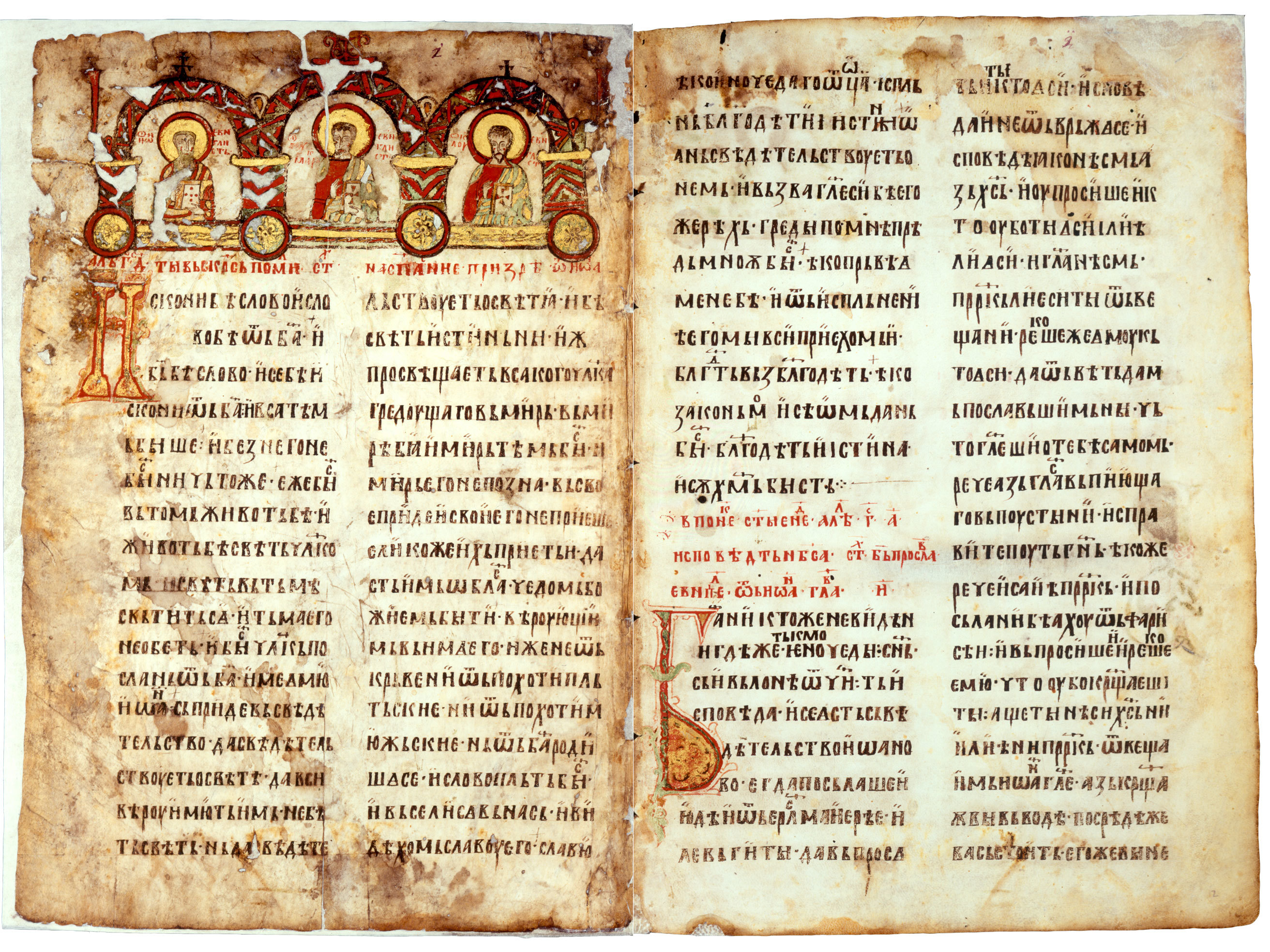
Evangelho de Miroslau, páginas 1 e 2

O Evangelho de Miroslau foi escrito em Eslavônico, de variante ortografica sérvia. De acordo com a grafia, é a primeira e única cópia da escola Zeta-Hum. É uma prova da tradição clerical ou caligráfica desenvolvida em Zaclúmia. É um monumento que atesta a origem da alfabetização sérvia em geral.
O códice é escrito em duas colunas laterais, em um fino pergaminho branco no formato 41,8 cm  × 28,4 cm. Ele contém 181 páginas, ou seja, 362 páginas.
O texto do Evangelho é escrito em duas colunas, marrom e preta, e a maioria dos títulos é vermelha. O livro contém 296 miniaturas desenhadas com caneta e pintadas com pincel. As miniaturas são pintadas em vermelho, verde, amarelo e branco e decoradas com ouro, na forma de bandeiras e iniciais.
O códice é encadernado em uma capa de madeira coberta com couro. A encadernação é posterior, mais provavelmente do século XIV (segundo outras fontes, séculos XV-XVI), e presume-se que foi retirada de outro manuscrito, o que é confirmado pelo seu tamanho, bem como pelas características técnicas e estilísticas. É decorado com monogramas, ornamentos florais e círculos concêntricos nas intersecções das linhas. Com base no monograma, presume-se que seja originário de um dos Mosteiros do Monte Atos.

## Viagem incomum do Evangelho
A distância entre Bijelo Polje (Sérvia), onde se originou, e Belgrado, onde é mantida hoje, é de 332 km. Em sua jornada de sete séculos e meio a Belgrado, o Evangelho de Miroslau cobriu mais de 15.000 quilômetros. Graças a esta jornada de séculos, como uma testemunha silenciosa da história da Sérvia e do povo sérvio, ele escapou do destino de muitos outros livros roubados e queimados.

### Evangelho de Miroslau em Hilandar
Não se sabe quando o Evangelho exato foi transferido da Mosteiro de São Pedro para o Mosteiro de Hilandar. Presume-se que isso tenha acontecido no século XVII, juntamente com os foral do mosteiro.
A ciência sérvia aprendeu sobre o Evangelho de Miroslau relativamente tarde, apenas na segunda metade do século XIX. Ljubomir Stojanović, que já foi um dos maiores especialistas em língua e literatura eslavas antigas, visitou Hilandar em 1891. O objetivo de sua visita era estudar o Evangelho de Miroslau. Apesar da interferência dos monges búlgaros, o Professor Stojanović conseguiu chegar ao Evangelho, estudá-lo parcialmente e fazer as primeiras inscrições.

### Folio 166
O arquimandrita Porfírio da Assunção morreu no inverno de 1845/46. visitou Hilandar. Ele secretamente roubou uma folha, cortou-a de um livro (fólio 166; de acordo com nossa paginação 330-331) e a transferiu para a Rússia, onde a parte roubada ainda é mantida hoje.
Durante os 28 anos seguintes, várias críticas foram feitas sobre a "lista do Evangelho sérvio do século XII", em que as palavras mais louváveis eram ditas sobre o valor e a beleza de suas decorações. Ele apareceu em público, sob o nome de "Lista Petrogradski", pela primeira vez na história recente na exposição arqueológica em Kiev em 1874, onde foi fotografado por Stojan Novaković, o então gerente da Biblioteca Nacional de Belgrado, que também nomeou todo o manuscrito Evangelho de Miroslau.
A lista inclui "leituras" (leituras) para 7 de janeiro (20), um feriado São João Batista, decorado com uma inicial com a imagem da prostituta da Babilônia - uma metáfora para o mal Herodíades, a esposa do imperadorHerodes, que exige a cabeça de São João de seu marido. Foi a única personagem feminina nua no livro.
De lá até hoje, este jornal só foi à Sérvia uma vez. Durante a primavera de 2015, foi exibido no Museu Vuk and Dositej em Belgrado. Uma ação foi lançada para devolver este artigo à Sérvia, e em outubro de 2019 foi assinado um acordo com a Rússia sobre a troca de sete pinturas de Nikolai Konstantinovich Roerich Do Museu Nacional da Sérvia para esta página. Isso causou controvérsia.

### Retorno para a Sérvia
Os grandes esforços do clero sérvio, bem como dos cientistas sérvios, levaram o jovem rei Alexandre Obrenović a visitar Hilandar na Páscoa de 1896. Na ocasião, querendo saldar as dívidas do mosteiro e assim devolvê-lo à soberania sérvia, ricamente doou o mosteiro, que se encontrava em situação financeira muito difícil, e o povo de Hilandar, em troca, deu-lhe as suas relíquias mais valiosas: o Evangelho de Miroslau e a Carta de Fundação do Mosteiro. Hilandar, publicado por Estêvão Nemânia (São Simeão) (a carta foi perdida nesse meio tempo). O manuscrito foi entregue pessoalmente ao rei por um monge tcheco e um deles as pessoas mais eruditas do mosteiro Sava da Sérvia. Os manuscritos chegaram a Belgrado sob o olhar atento do rei e de sua comitiva.
Dois dias depois que o rei deixou Hilandar, um homem misterioso de São Petersburgo chegou ao mosteiro, com a intenção de comprar o Evangelho de Miroslau a qualquer custo.
Em Golpe de maio, na noite de 28-29 de maio de 1903, o rei Alexandre e sua esposa Draga foram mortos por um grupo de oficiais conspiradores. Naquela noite, o Evangelho de Miroslau desapareceu do cofre do tribunal e pelos 11 anos seguintes não se soube onde estava, e a imprensa sérvia lidou cuidadosamente com esse roubo e a busca pela mais valiosa relíquia sérvia.

### Primeira Guerra Mundial

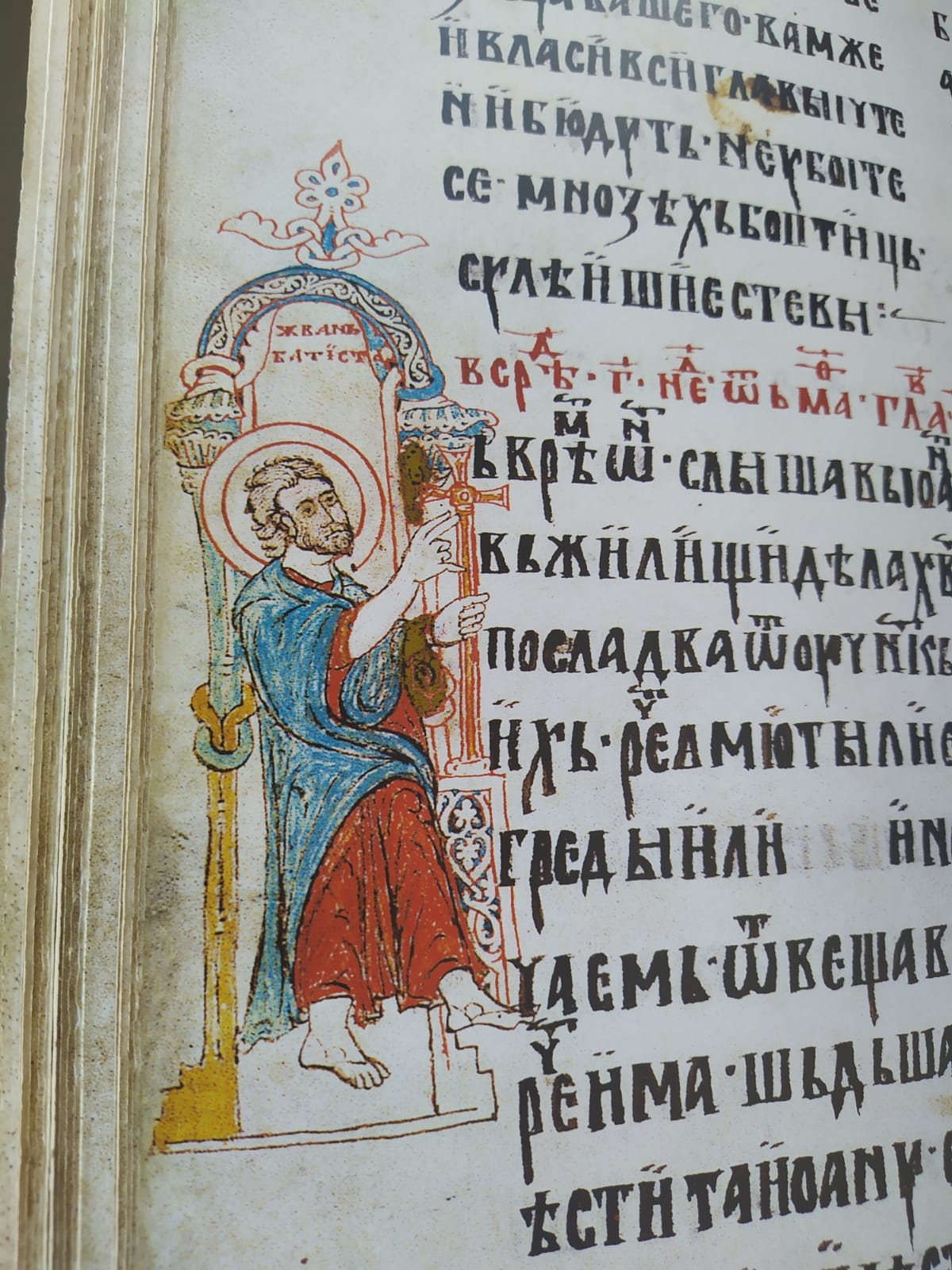
Edição em fotótipo do Evangelho de Miroslau, publicado em 2020

Na véspera da proclamação da guerra contra à Sérvia em 1914, a parte principal do Tesouro Banco Nacional da Sérvia (Tesouro do Estado), que continha dinheiro do Estado e reservas de ouro, foi evacuada de Belgrado e em Kruševac. Nesse ínterim, o bibliotecário real de  Topola, embalando livros e documentação do rei Petar I para a evacuação, encontrou o Evangelho de Miroslau em um dos baús e, sabendo que tipo de relíquia era, entregou-o ao regente Alexander. Não se sabe como o evangelho chegou às mãos do rei Pedro.
O Evangelho de Miroslau, junto com outros objetos de valor, foi transferido para Kruševac e embalado como um grande tesouro. Assim, o Tesouro do Estado, e com ele o Evangelho de Miroslau, seguiram o movimento do governo sérvio de Kruševac para Niš, Kraljeva e  Raške, e então em 1915 seguiu a retirada Exércitos sérvios, via Peja e Podgorica, Shkodra e São João de Medov para Corfu a. Em outubro de 1915, ele foi levado a Ráscia pelos Ministros Ljuba Davidović e Voja Marinković e entregue por A. Levic, chefe da Contabilidade do Estado. Por ordem de Lević, M. pessoalmente cuidou dele. Stevcic, tesoureiro do tesouro estadual. Embalado e inserido em uma caixa feita de tábuas, passou pelo "Gólgota" albanês, compartilhando seu destino por três meses - junto com o tesouro estadual.
O Evangelho foi guardado em Corfu por um tempo, no cofre do Tesouro do Estado, e então foi entregue ao governo sérvio, ao Presidente Nikola Pašić e ao Ministro Stojan Protić. Após o fim da guerra, em 1918, a relíquia voltou em segurança para Belgrado com o governo.

### Segunda Guerra Mundial
Entre as duas guerras mundiais, o Evangelho de Miroslau permaneceu na posse da família Karadjordjevic, apesar da decisão do Ministério da Educação de 1903 a ser entregue para custódia da Biblioteca Nacional da Sérvia. O príncipe Pavle Karađorđević, que naquela época cuidava do Evangelho de Miroslau, doou-o em 1935. para omuseu próprio. E posteriormente acontece o bombardeio nazista em 6 de abril a 1941, o manuscrito escapou do destino de centenas de cartas medievais, livros manuscritos e incunábulos sérvios, quase 50 mil conjuntos de revistas e jornais e cerca de 350 mil livros, que queimaram no prédio totalmente nivelado da Biblioteca Nacional em Kosančićevom venac.
Imediatamente após entrar em Belgrado, os alemães começaram a procurar o Evangelho de Miroslau e outras relíquias valiosas. No entanto, em 1940, o Tribunal entregou o Evangelho ao Banco Nacional da Sérvia para custódia. No início da guerra, ele foi removido para uma filial em Užice. Com temor das atrocidades alemãs, o manuscrito foi entregue ao abade do vizinho Mosteiro Rača, que o enterrou no altar. O mosteiro de Rača foi saqueado e queimado várias vezes de 1941 a 1943, mas o Evangelho de Miroslau não foi encontrado nem danificado. Temendo que alguém pudesse roubar o Evangelho de Miroslau, afinal, o abade o devolveu à filial de Užice do Banco Nacional. Em 1943, o gerente da agência o transferiu secretamente através da Sérvia ocupada para Belgrado, onde ele foi abrigado no prédio do Banco Nacional da Sérvia. De acordo com uma história, o Evangelho de Miroslau foi colocado em um cofre que os alemães já haviam revistado e saqueado, e de acordo com outra, estava escondido entre os papéis de contabilidade que não eram do interesse deles.

### Idade Moderna

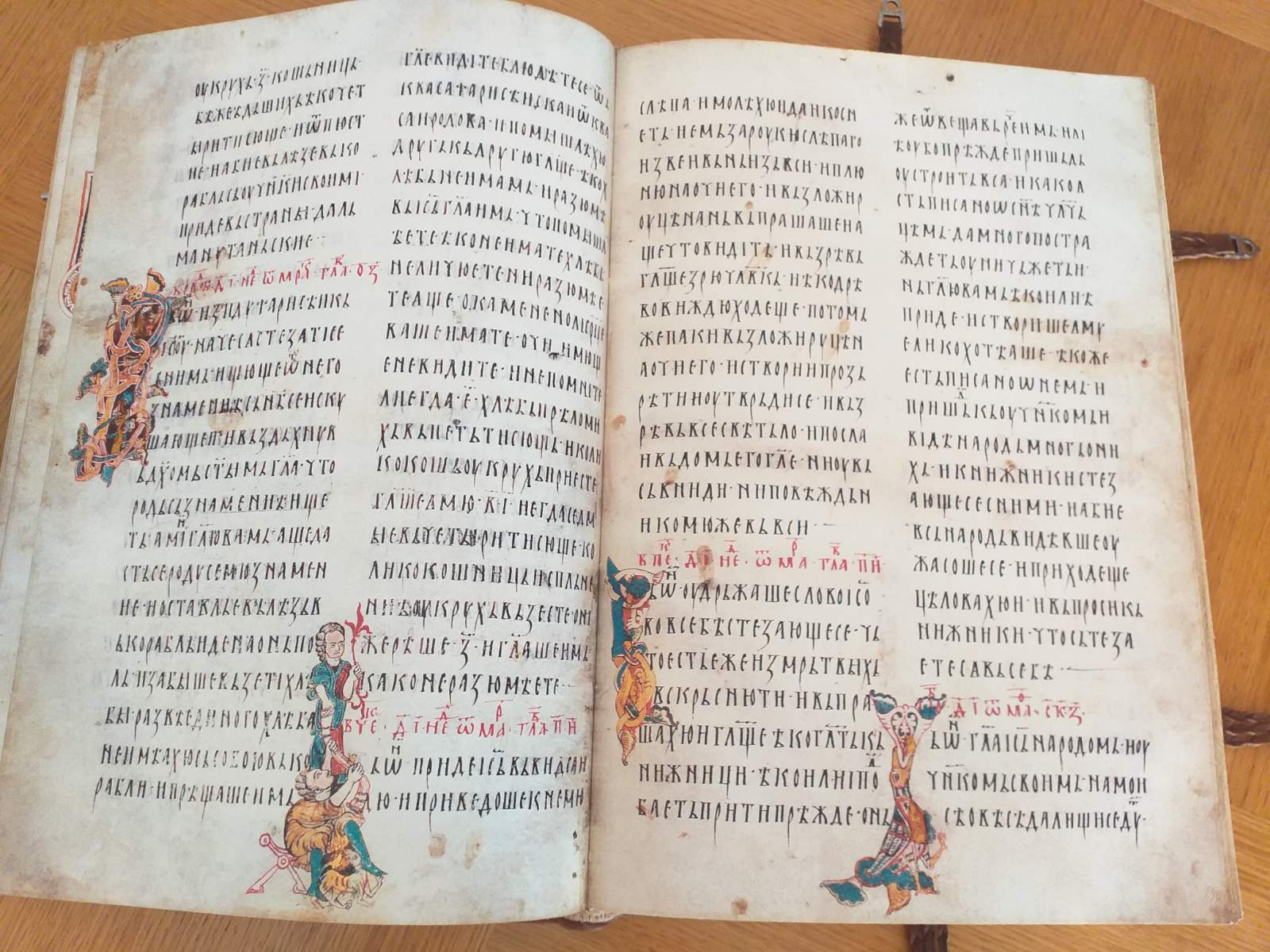
Edição fototípica do Evangelho de Miroslau, publicada em 2020

Após a libertação de Belgrado, o Evangelho de Miroslau passou para a jurisdição do Ministério da Educação, com Vladislav Ribnikar na cabeça. Em 1945, uma comissão foi estabelecida para determinar o estado do manuscrito e entregá-lo para custódia do Museu de Arte - hoje Museu Nacional de Belgrado, onde está registrado sob o número de inventário 1536. O Evangelho de Miroslau foi exibido lá até 1966 em uma vitrine sem condições adequadas para manter tal manuscrito. Em 1966, foi colocado no acervo do Museu Nacional. Ele expõe ocasionalmente desde 1985.
Em 1998, o códice e as ligações foram conservados. Hoje, o Evangelho de Miroslau é guardado em uma câmara especial, no Museu Nacional de Belgrado.

#### Biblioteca Digital Mundial
Em abril de 2008, um acordo foi assinado entre a Biblioteca Nacional da Sérvia e Biblioteca do Congresso em Washington sobre a adesão ao projeto Biblioteca Digital Mundial. É um projeto muito ambicioso, uma abóbada digital do patrimônio cultural mundial. Foi decidido que o Evangelho de Miroslau e a revista "Zenith" serão as primeiras coleções da Sérvia que farão parte da Biblioteca Digital Mundial.

## A Origem do Evangelho de Miroslau

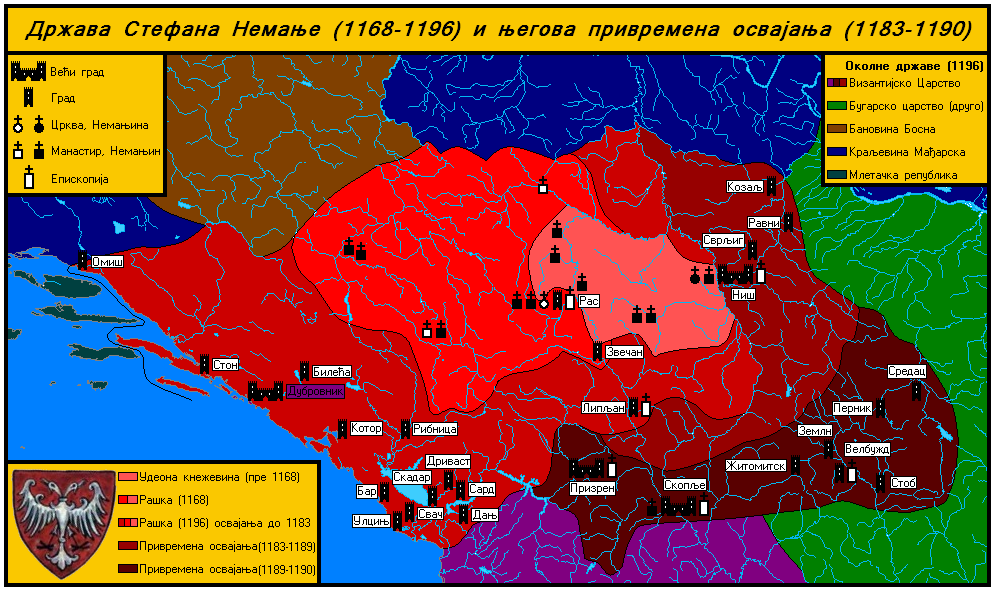
Desenvolvimento do Estado de Ráscia (1168-1190)

A inscrição na última 181ª lista dos Evangelhos diz que foi ordenado pelo Príncipe zaclúmio Miroslau, irmão do rei Estêvão Nemânia. O Evangelho de Miroslau foi provavelmente destinado a sua investidura - a episcopal Igreja de São Pedro e Paulo em Bijelo Polje em Lim, e presume-se que poderia ter sido escrito e ilustrado lá.
A resposta à pergunta "quem escreveu o Evangelho de Miroslau" ainda não foi geralmente aceita academicamente. No final do texto há uma nota que diz: “Escrevi alusões a Gregório”, e abaixo desta segue a famosa nota:
" Ја грешни Глигорије дијак недостојан да се назовем дијаком заставих ово Јеванђеље златом кнезу великославному Мирославу сину Завидину а мене господине не заборави грешнога но ме сачувај себи..."
Eu, o pecador Gligorije, um estudante indigno de me chamar de estudante, prometi este Evangelho ao príncipe dourado, o glorioso Miroslau, filho de Zavidin, e eu, senhor, não se esqueça do pecador, mas salve-me para você ...
Bem no final do Evangelho, abaixo do registro de Gregório, apenas uma palavra é escrita - "Barsamelon".
Segue-se desse registro que Gregório escreveu aleluia e títulos (em tinta vermelha), e o escriba-chefe escreveu os textos do evangelho (em tinta preta). No segundo registro, afirma-se que Gligorije "bandeira com ouro", ou seja, ele decorou o Evangelho (eslavo antigo: "bandeira" - decorar). A ciência sérvia acredita que a maior parte do texto do Evangelho de Miroslau foi escrita por um escriba-chefe anônimo, que anteriormente era injustificadamente chamado de "Varsameleon". A palavra "varsameleon" é na verdade um composto grego eslavo "βάλσαμελαιον" e significa "óleo de bálsamo". Esta palavra, escrita pelo escriba-chefe, foi mal interpretada como um nome.

### Iluminações

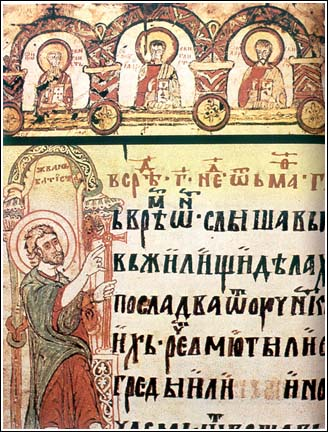
Iluminações no Evangelho de Miroslau

Miniaturas, iniciais e bandeiras do Evangelho de Miroslau estão entre as mais belas decorações de livros medievais sérvios. Elementos de estilo românico ocidental estão presentes neles. Principalmente na forma de desenhar motivos e aplicar cores. As decorações mais comuns são as iniciais, depois as miniaturas, enquanto as bandeiras raramente são usadas. As miniaturas são principalmente decorativas e raramente ilustram texto.
As iniciais são visíveis e cobrem várias linhas de texto. Também são pintados entre as colunas. Todos são ricamente decorados com ornamentos, uma trança com duas ou mais fitas entrelaçadas, ou os contornos das letras são facilmente reconhecíveis no entrelaçamento das folhas. Além dessas, há iniciais decoradas com animais, máscaras e também figuras humanas. Todas as bandeiras, exceto a primeira, que mostra os evangelistas João, Marcos e Lucas sob as arcadas, têm aparência simples e são desenhadas a caneta. As miniaturas mais famosas, junto com a mencionada bandeira com evangelistas, são a inicial “V” - Evangelista Marcos, a inicial “V” - Alexandre o Grande, a inicial “V” - Maria Madalena. De referir ainda a inicial “P” com dois pássaros, que serviu para o logótipo do Museu Nacional. Entre as mais belas miniaturas estão "Aluno no balcão" e "Aluno entre os leões".
Os meios básicos de expressão do iluminador do Evangelho de Miroslau são a linha e a cor. A paleta é reduzida e as relações de cores são sólidas. Ao processar uma figura humana, o volume é obtido principalmente pelo desenho. As encarnações são rosa claro ou deixa-se ver a cor do pergaminho, e a plasticidade é obtida aplicando-se blush nas superfícies proeminentes do rosto. As proporções são grossas e as cortinas seguem e enfatizam as formas do corpo.

## Reimpressões do Evangelho de Miroslau

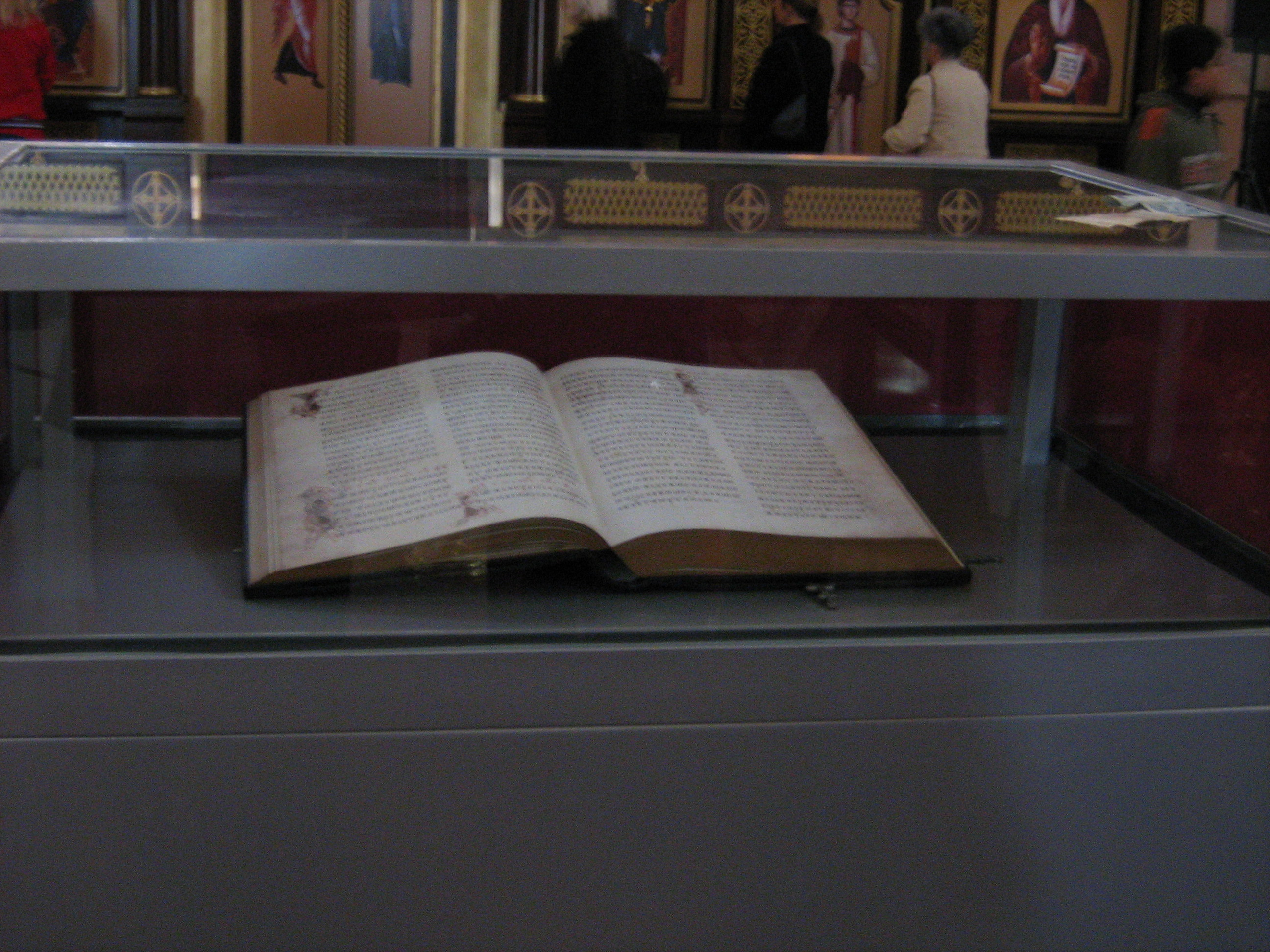
72 horas no templo - De 20 a 23 de setembro de 2007, no âmbito da manifestação “Dia do Patrimônio Europeu”, foi exposta no Templo de São Sava uma edição fototípica do Evangelho de Miroslau. Os visitantes do Templo tiveram a oportunidade de ver como é o livro, de folhear todas as páginas do livro com todas as iluminações do telão de 6 m x 4 m, de ouvir como soam as palavras da língua eslava antiga escritas no livro. Ao mesmo tempo, apenas para aquela ocasião, o interior do Templo foi transformado em uma oficina de arte incomum, na qual o ambiente foi criado por jovens pintores de ícones, pintores de afrescos, mestres de mosaicos, caligrafia e talha.

Em 1896, o professor [Ljubomir Stojanović] [por ordem do rei Alexandre] levou o Evangelho de Miroslau a Viena para fazer uma edição fototípica lá. O livro foi descoberto, fotografado e impresso na Imperial and Royal Printing House. O livro foi impresso às custas do rei Alexandre I Obrenović. Em 1897, Ljubomir Stojanović voltou a Belgrado e entregou o original do Evangelho de Miroslau e todas as cópias da edição do fotótipo ao rei. Esta edição foi o auge da imprensa, em relação às possibilidades de tecnologia e finanças que Stojanović tinha ao seu dispor. Foi impresso em tiragem de 300 exemplares e continha 40 páginas coloridas e em formato idêntico ao original, e as outras 320 em duas cores (preto e vermelho) e meio reduzido, colocado duas em cada página.
Em 1998, quase no centenário da primeira reimpressão, foi publicada uma edição fototípica do Evangelho de Miroslau. A impressão dos fac-símiles e dos livros que os acompanham foi concluída em Vidovdan, em 28 de junho, em Joanesburgo, África do Sul, e todo o projeto é o resultado de sete anos de trabalho por uma equipe única de especialistas internacionais: editores, istoričara, vizantologa, konzervator a, tehnolog a, štamparskih i grafičkih majstora, umetnik a i zanat lija. Imediatamente após sua publicação, foi adquirido por muitas das bibliotecas nacionais e universitárias mais importantes do mundo, incluindo: Biblioteca do Congresso, Biblioteca Britânica, Academia de Artes de Berlin-Brandenburg; Instituto Goethe em Munique, Johann Wolfgang Goethe University Frankfurt, Biblioteca Nacional Austríaca, Biblioteca de Alexandria, Bibliotecas da Universidade Harvard, Princeton, Yale; Dumberton Oaks; Oxford, depois Mosteiros Hilandar, Ostrog, Rača no Drina, Savina, Igreja de St. Sava em Londres, Igreja De São Nicolau em Kotor, Igreja Sérvia em San Francisco ...
Uma grande promoção desta edição foi realizada em Belgrado em 29 de fevereiro de 2000, no salão cerimonial da Academia de Ciências e Artes da Sérvia.

## Documentário
Em 2007, foi feito um filme sobre o Evangelho de Miroslau "No início era a palavra", dirigido por  Boško Savković. O filme acompanha a história do evangelho desde seu início até os dias atuais. O filme foi rodado nos locais originais onde a história aconteceu - de Joanesburgo a São Petersburgo, Hilandar, Dubrovnik, Trebinje, Viena, Budapeste ... O filme ganhou nove prêmios internacionais. O filme completo pode ser visto no YouTube.